# Facundo y Primitivo (mártires)
Del nombre de San Facundo deriva el de la villa de Sahagún, situada al sureste de la provincia de León.
Los datos históricos sobre estos mártires son confusos debido a que supuestamente vivieron en el siglo III. Se cree que san Marcelo y santa Nonia eran los padres de estos dos hermanos que vivieron en los alrededores del río Cea, situado en la actual provincia de León.
Los testimonios conservados sobre la fecha de su martirio difieren, dado que El Breviario de Sahagún dicta que los hechos sucedieron durante el reinado de Marco Aurelio entre los años 161 y 180, cuando Ático era cónsul en España. Sin embargo un pergamino del siglo XI sitúa el martirio en el siglo III siendo cónsules en España Ático y Pretextato¹

## Leyenda
Todos los testimonios recogidos sobre su martirio concuerdan en que la historia aconteció de manera que al llegar un día, el cónsul Ático, de la guarnición romana de Cea, mandó publicar un edicto por el cual todos los moradores de aquellas comarcas debían ofrecer sacrificio a un famoso ídolo romano. Al negarse los dos hermanos diciendo que profesaban la religión de Jesucristo fueron encarcelados.
La Historia del Real Monasterio de Sahagún, compuesta por el monje Romualdo de Escalona en el siglo XVIII, resume el martirio en:

...Persistiendo firmes los dos jóvenes en la confesión de su fe, Ático [...] multiplicó en ellos las más crueles torturas, desde el horno encendido al que fueron arrojados, hasta hacerles beber una pócima mortal que aquellos apuraron sin que les hiciera daño alguno, lo que motivó la conversión del sofista acusador. Siguiéronse los tormentos del potro, las uñas de hierro con que les arrancaron los nervios, de aceite hirviendo con que fueron rociados sus cuerpos, y las teas encendidas que luego les aplicaron. Más tarde se les vaciaron los ojos de sus órbitas, se les colgó de un hastial muy alto, cabeza abajo, del que se les bajó cuando creyó ya muertos; pero el pasmo de las circustantes rayó casi en la asonada [...] cuando la muchedumbre les vio indemnes y curados, mientras uno de la multitud exclamó estar viendo a dos seres divinos que traían por los aires sendas palmas y coronas para Facundo y Primitivo. Oído lo cual, ordenó Ático que les fueran cortadas las cabezas, para impedir la proclamada coronación, brotando al punto  de los cuellos mutilados  sangre y agua, signo claro de que a Dios eran aceptos, tanto su martirio, cuanto la ofrenda casta de su fe. Acto seguido [...] los sagrados restos fueron arrojados al río Cea.

Esto supuestamente sucedió el 27 de noviembre cerca del año 304.
Sus cuerpos fueron arrojados al río y encontrados donde fueron enterrados y en el lugar en que más tarde habrían de edificarse el Monasterio y la villa de Sahagún. Sus reliquias se custodian en la Iglesia de San Juan de Sahagún en la citada villa.

## Hagiografía

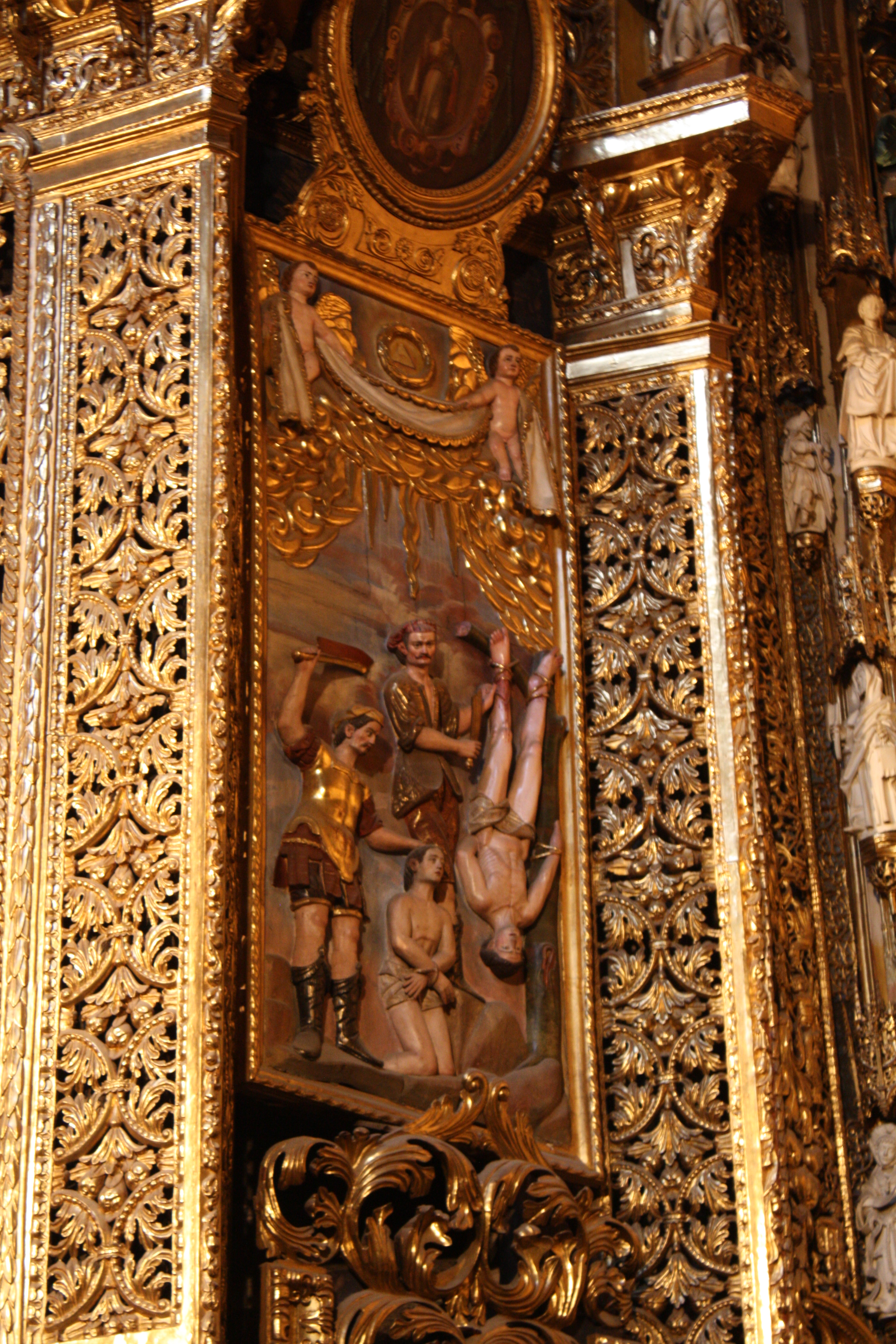
Martirio de los santos en el retablo de los santos Facundo y Primitivo de la Capilla Mayor de la Catedral de Ourense

Según la primera Crónica anónima de Sahagún hay dos hechos hagiográficos. El primero es el martirio de los santos, y el segundo nos muestra la liberalización de un prisionero, por parte de Facundo, en los tiempos difíciles que siguieron la muerte de Alfonso VI.
El primer hecho lo narra así:

...A todos los leedores del presente libro e crónica atentos oidores, por çierta cogniçión e de los padres antiguos vera relaçión, sea manifiesto que en el tienpo que el noble e poderoso barón Marcho Antonio regía e governaba el estado de la república del ynperio romano los nobles cavalleros e bienabenturados mártires de Jesuchristo, Facundo conbiene a saver e Primitivo, nasçidos e criados en España, e en ella, ante el acatamiento del soberano señor con muy fiel e singular devoçión conbersando e al mundo çiego gran claridad çelestial e exenplos virtuosos dexando, ellos fenesçieron su potrimera e mui religiosa e acavada vida con fin mui glorioso e mucho açepto e agradable al señor, pues que, finalmente derramada la su preçiosa sangre de sus sagrados cuerpos, sus ánimas meresçieron, mediante la graçia divinal subir al muy alto trono de la gloria celestial².

El segundo hecho sucedió en el siglo XI y lo describe:

...E ahe que en la ora mui callada de una noche, como el gallo mensajero de la luz aún no obiese ronpido los altos silençios de la noche profunda con su canto e batimiento de las alas; e el mezquino mançevo, fatigado con el gran pesor del fierro, dormióse; un barón de entera hedad e ávito honrrado, bestido de manto blanco, se le presentó; e, despertándolo demandó que qué façía. E él despertado e en uno enbaçado, respondió: <<¿Qué otra cosa, mezquino, puedo yo façer si non llorar mis miserias, pues que soi atormentado con fanbre e con se[d], e fatigado con frío, e mucho afligido con las duras aspereças de las cadenas?>>. E díçele: <<¿Por qué non fuyes?, ¿por qué non puedes escapar las penas que padeçes e non te esfuerças a salir dende?>>. Respondió: <<Non puedo, por quanto yago con las piernas atadas con fierro e los mis pies non puedo endresçar, agraviados con gran peso de fierros; e bien que yo yaçiese suelto, la mi foída enbargarían la muela de gran peso sobrepuesta, e las manos de los cavalleros armadas, e la puerta de la casa fírmemente cerrada>>. E díxole: <<Non temas, prueba e faz lo que podrás, ca yo confío en que la divina bondad te ayudará; e porque tú tantos malos te con[n]fortará; e por tanto toma esfuerço e no temas; e salido fuera, bate lurgo apriesa a la iglesia; save que yo soi el mártir de Jesuchristo Facundo, que te mando e amonesto estas cosas>>. Las cuales cosas oídas, aquél se levantó e estuvo sobre sus pies, así como eran atados con fierro, e poniendo la mano sobre la tabla e piedra molar con la qual la puerta de la carçel era çerrada, con pequeño empujón quitó e alançó; e ya salido, estudo açerca de los cavalleros, los quales yaçían mucho apremiados por el sueño e roncavan. Mas como al son de los fierros non despertasen, allegó a la puerta e quitó la tranca de madera, e la çerradura, e el candado de fierro, e ligeramente sin llave alguna abrió. E abierta la puerta, como vido yaçer los belantes canes, fue mucho espantado e enbaçó; e temiendo que sentida su partida ladrasen e con su ladrido despertasen los cavalleros e le feriesen con sus espadas, bolbió el paso atrás e tornóse para la cárçel. E así como atónito e turvado, non saviendo qué se fiçiese, yaçía mui espantado; e luego, la persona que le apareçiera estovo ante él, e mucho denostando su pereça e negligençia, amonestóle otra vez que se partiese. Mas como él raçonase e dixese que él non podría foir por la presençia de los cavalleros e la crueldad de los canes, pero todavía este varón que le apareçió, le dixo: <<Sal fuera, nin temas los cavalleros, nin espavorezcas los canes, ca sepas que de ninguno serás preso, nin sentido>>. Las quales cosas dichas, la persona que le fablava se partió, pero él, rebolviendo muchas cosas en su coraçón, salió fuera de la cárçel, e pie a pie, muy quedo, pasó los cavalleros que roncavan; e, abriendo la puerta, endresçó el paso mui temblando entre los belables canes; mas ellos, por la divinal permisión, quasi fuera de sentido, como si fuesen de madero o de mármol, non solamente que non ladraron, mas aún la cabeça non alçaron. Pasados ya los canes, sintiendo el hombre ser librado mediante la birtud divinal, poco a poco, ansí como era en los grillos, sonando los fierros, a las puertas de la iglesia bino e batió. E por abentura ya los monjes se avían levantado a çelebrar el divinal ofiçio; e ya el cántico grado reçavan, como es de costunbre. E, batiendo él la puerta, vino el sacristán; e abierta la puerta, por orden todas las cosas que le acaesçieran e açerca de [sí] la dibina piedad por sus santos avía fecho recontó por menudo; e benido ante el altar, estudo postrado fasta en tanto que fue acavado el ofiçio matutinal. E benida la mañana, la guardia del monesterio llamó al ferrero e quebrantóle los fierros e dexóle ir. En el qual tienpo yo non fui presente, ca tem[i]endo la graveça e peso de mis pecados, en ese año, por graçia de devoçión e oraçión, fui a visitar la Tierra Santa, conbiene a saver, los lugares de la yncaraçión del Señor e de su nasçimiento e de la pasión e resurrecçión e asçensión e del santo sepulcro suyo; e por tanto, como ya dixe, non fui presente. Mas del sacristán e de los otros monjes oy todo los sobredicho³